# Iphiaulax allopterus
Iphiaulax allopterus är en stekelart som beskrevs av Cameron 1912. Iphiaulax allopterus ingår i släktet Iphiaulax och familjen bracksteklar. Inga underarter finns listade i Catalogue of Life.